# Breathlessly
Chansons représentant Malte au Concours Eurovision de la chanson
Walk on Water
(2016) Taboo
(2018)
Breathlessly (en français « À bout de souffle ») est la chanson de Claudia Faniello qui représentera Malte au Concours Eurovision de la chanson 2017 à Kiev, en Ukraine.